# Karl von Preußer
Karl Ludwig Heinrich Freiherr von Preußer (* 2. Februar 1783 in Wehlau; † 1. Juli 1853 in Berlin) war ein preußischer Generalmajor.

## Leben

### Herkunft
Seine Eltern waren der Major a. D., zuletzt im Dragonerregiment „von Werther“, Magnus Friedrich von Preußer (1752–1827) und dessen Ehefrau Friedrike Berhardine Auguste Leonhardine Dorothea, geborene von Buddenbrock (1763–1833).

### Werdegang
Preußer trat am 1. August 1796 als Gefreitenkorporal in das Dragonerregiment „von Werther“ der Preußischen Armee ein und avancierte bis Juni 1799 zum Sekondeleutnant. Im Vierten Koalitionskrieg kämpfte er in der Schlacht bei Preußisch Eylau, erwarb bei Heilsberg den Orden des Heiligen Wladimir IV. Klasse und nahm ferner an den Gefechten an der Passarge, bei Königsberg sowie Bischofsheim teil. Am 16. Juni 1807 erhielt Preußer für Heilsberg den Orden Pour le Mérite. Am 16. November 1807 wurde er in das Dragonerregiment „von Zieten“ versetzt un und am 27. März 1808 kam er als Premierleutnant in das 1. Westpreußische Dragoner-Regiment. Am 12. April 1809 nahm Preußer seinen Abschied, um in österreichische Dienste zu gehen. Dort nahm er während des Fünften Koalitionskrieges an der Schlacht bei Znaim teil und wurde bei Aspern schwer verwundet.
Am 1. Oktober 1810 trat Preußer in preußische Dienste zurück, wurde dem 2. Westpreußische Dragoner-Regiment aggregiert und absolvierte bis 1811 die Allgemeine Kriegsschule in Berlin. Mitte Oktober 1811 stieg er zum Stabsrittmeister auf. Als sich der Krieg mit Russland abzeichnete, nahm Preußer am 2. Mai 1812 seinen Abschied, um in russische Dienste zu treten. Am 6. Februar 1813 wurde er zum Rittmeister der russisch-deutschen Legion ernannt sowie am 2. September 1813 zum Major im 1. Husaren-Regiment befördert. Während der Befreiungskriege nahm er an der Blockade von Rendsburg und Harburg teil, kämpfte bei Kogel, Sehestedt und an der Göhrde. Ferner bei den Schlacht bei Wavre, Namur, Ligny und Belle Alliance. Für Namur bekam er das Eiserne Kreuz II. Klasse und für Brunsmark den Orden der Heiligen Anna II. Klasse. Bereits am 2. Juni 1814 war Preußer wieder in preußische Dienste zurückgekehrt und am 29. März 1815 zum Eskadronchef im 8. Ulanen-Regiment ernannt worden.
Nach dem Krieg wurde er dem 8. Dragoner-Regiment aggregiert, aus dem sich das 8. Kürassier-Regiment formierte. Im Jahr 1825 wurde er mit dem Dienstkreuz ausgezeichnet. Am 30. März 1827 folgte seine Beförderung zum Oberstleutnant und am 11. Juni 1827 aggregiert man dem 7. Kürassier-Regiment. Am 30. März 1829 wurde Preußer mit der Führung des 8. Ulanen-Regiments beauftragt und mit seiner Beförderung zum Oberst am 30. März 1830 zum Regimentskommandeur ernannt. Daran schloss sich ein Jahr später seine Versetzung in das 3. Kürassier-Regiment an. In dieser Stellung erhielt Preußer den russischen Sankt-Stanislaus-Orden II. Klasse und den Roten Adlerorden III. Klasse mit Schleife. Unter Verleihung des Charakters als Generalmajor wurde er am 20. März 1838 mit einer jährlichen Pension von 1750 Talern zur Disposition gestellt.
Preußer erhielt am 25. März 1840 den Johanniterorden und nahm am 1. Juli 1853 seinen endgültigen Abschied mit der bisherigen Pension. Er starb kurz danach am 1. Juli 1853 unverheiratet in Berlin und wurde am 4. Juni 1853 auf dem Garnisonfriedhof beigesetzt. Erbe wurde sein langjähriger Diener Johann Heinrich Noppeney und dessen Familie.